# Мулату Астатке
Мула́ту Аста́тке (англ.  Mulatu Astatke, 1943 год, Джимма, Эфиопия) — эфиопский джазовый вибрафонист, композитор и аранжировщик. Музыкальные навыки получил в Лондоне, Нью-Йорке и Бостоне, где изначально пытался совместить джазовые мотивы с традиционной эфиопской музыкой. Мулату Астатке является основателем эфиопского джаза. Был первым африканским студентом в бостонском музыкальном колледже Беркли.

## Творчество
В конце 1950-х Мулату отправился в Уэльс для того чтобы получить образование инженера, но предпочел музыку и добился поступления сначала в один из валлийских музыкальных колледжей, а потом и в музыкальный колледж Лондона. В 1960 он переехал в США, где стал первым эфиопским студентом, поступившим в престижный Музыкальный колледж Беркли.
Первые два альбома («Afro-Latin Soul», первая и вторая части) Мулату записал в духе латинского джаза в 1966 году, и особенность их уже тогда была замечана критиками, отмечавшими интересное сочетание латинского ритма и эфиопских музыкальных традиций. К началу 1970-х этот стиль окончательно выкристаллизовался в творчестве Астатке и, как индивидуальный и свежий, получил своё название «Ethio-jazz» или «Эфиопский джаз». Мулату Астатке выступал на одной сцене со многими известными американскими композиторами, например с Дюком Эллингтоном, которого поддерживал в рамках его эфиопских гастролей 1973 года. За год до этого Астатке выпустил ещё один нью-йоркский альбом «Mulatu of Ethiopia», при этом сотрудничая со звукозаписывающей компанией Аддис-Абебы, выпустившей несколько синглов артиста и пятый альбом «Yekatit Ethio-Jazz».
В восьмидесятые годы за пределами Эфиопии почти забыли композитора, хотя сам он продолжал плодотворно работать. С приходом 1990-х ценители джаза вновь открыли для себя Мулату Астатке. В 1998 году парижский лейбл «Buda Musique», специализирующийся на выпуске этнической музыки, начав переиздавать отдельной серией многие музыкальные эфиопские пластинки, дал новую путевку в жизнь некоторым записям джазмена, выпустив компакт-диск «Éthiopiques, Vol. 4: Ethio Jazz & Musique Instrumentale, 1969—1974, Mulatu Astatke». Альбом принес автору новых поклонников, признание международных теоретиков джаза.
Круг западной аудитории расширился в несколько раз после выхода в 2005 году фильма Джима Джармуша «Сломанные цветы». В его саундтреке были использованы несколько композиций музыканта, в том числе всемирно известная «Yekermo Sew», постоянно сопровождающая главного героя киноленты, и являющаяся, по сути, минорной версией хита Хораса Сильвера. Признание Мулату Астатке получил и среди хип-хоп артистов (Nas, Марли, Дэмиан, Cut Chemist, Madlib), часто использующих в своей музыке семплы из композиций эфиопского композитора. Так, 1 июня 2010 года американское хип-хоп объединение «Mochilla» организовало концерт джазовых музыкантов, наиболее повлиявших, по их мнению, на хип-хоп музыку. Среди главных участников был Мулату Астатке.
После знакомства с массачусетским коллективом «The Either/Orchestra» Мулату начал с ним плодотворно сотрудничать. Вместе они провели концерты в Великобритании, США, Германии, Голландии, Ирландии, Канаде, Финляндии, Швеции. Осенью 2008 года началось сотрудничество с psyche-jazz группой «Heliocentrics», которое привело к совместному альбому «Inspiration Information».
В это время Мулату Астатке также работает над модернизацией эфиопских традиционных инструментов, проводит лекции и семинары, консультирует сотрудников Массачусетского технологического института, работающих над усовершенствованием эфиопской лиры крар. Мулату открыл первый джаз-клуб в Аддис-Абебе, основал первую школу современной музыки в Эфиопии.

## Дискография

### Альбомы
- Maskaram Setaba 7» (1966, Addis Ababa Records, US)
- Afro-Latin Soul, Volume 1 (1966, US)
- Afro-Latin Soul, Volume 2 (1966, US)
- Mulatu Of Ethiopia LP (1972, Worthy Records, US)
- Yekatit Ethio-Jazz LP (1974, Amha Records, Ethiopia)
- Plays Ethio Jazz LP (1989, Poljazz, Poland)
- Ethio Jazz: Mulatu Astatke Featuring Fekade Amde Maskal
- From New York City to Addis Ababa: The Best of Mulatu Astatke
- Mulatu Astatke
- Assiyo Bellema
- Éthiopiques, Vol. 4: Ethio Jazz & Musique Instrumentale, 1969—1974 CD (1998, Buda Musique, France)
- Mulatu Steps Ahead with the Eithor/Orchestra CD/2xLP (2010, Strut, Germany)

### Совместные альбомы
- Tche Belew with Hailu Mergia & The Walias Band (1977, Kaifa Records, Ethiopia)
- Tension with Hoodna Orchestra (2024, Batov Records, Israel / Ethiopia)
- Inspiration Information with the Heliocentrics (2009)

### Компиляции
- Ethiopian Modern Instrumentals Hits LP (1974, Amha Records, Ethiopia)
- New York-Addis-London: The Story of Ethio Jazz 1965—1975